# Johann Gerhard von Angelbeek

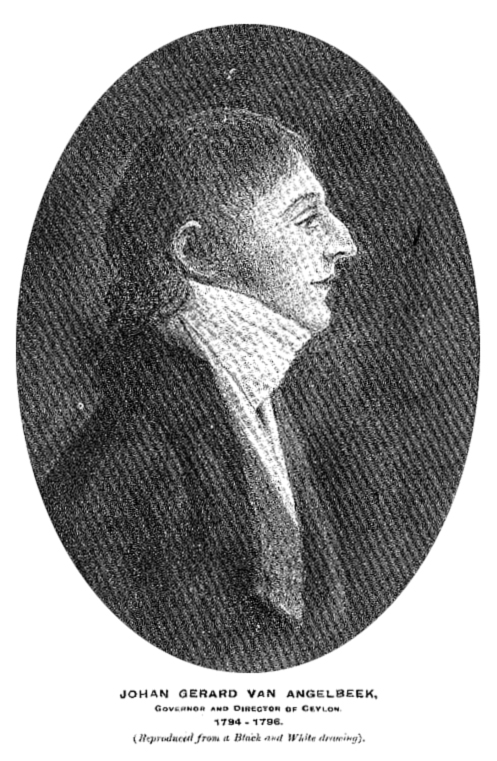
Johann Gerhard von Angelbeek (1727–1799)

Johann Gerhard von Angelbeek (auch: Angelbeck; * 12. September 1727 in Wittmund; † 2. September 1799 in Colombo) war Jurist, später Gouverneur der Niederländischen Ostindien-Kompanie (VOC) in Malabar und danach Ceylon. Er musste 1796 Ceylon an die Engländer übergeben.

## Leben
Johann Gerhard von Angelbeeks Vater Christian von Angelbeek († 1734) war Priester in Westerholt, Wittmund und Funnix. Seine Mutter war eine geborene Schmidt aus Aurich.
Er besuchte die Lateinschule in Jever und sollte nach dem Willen seines Vaters Anwalt werden. 1744 ging er auf die Universität Halle, Händel und seine Lebensart erzwangen bald einen Wechsel auf die Universität Göttingen. Hier kam er bald wegen seiner Schulden ins Gefängnis, was er zu Studien zu nutzen wusste. So konnte er 1747 seinen Abschluss erlangen und ließ sich als Advokat in Wittmund nieder. Er war geschäftlich und gesellschaftlich sehr umtriebig. Er war immer guter Laune und verstand etwas von Musik und Poesie. Das Vergnügen kostete viel Geld, mehr als er verdiente, zudem vernachlässigte er seine Geschäfte und machte Reisen nach Bremen, Hamburg und Holland. 1749 ordnete der preußische Großkanzler Samuel von Cocceji das Justizwesen neu. Das veranlasste Angelbeek, sich heimlich auf dem Weg nach Holland zu machen, wo ihm ein befreundeter Kaufmann weiter half. So studierte er in Utrecht niederländisches Recht.

### Südafrika
Er fuhr 1751 mit dem Schiff Schagenbos der VOC von Rotterdam an das Kap der Guten Hoffnung. Dort arbeitete er wieder als Advokat. Dort heiratete er Jacomina von Levern (* 18. August 1732; † 13. Februar 1793) die Tochter des Bürgercapitäns Abraham Leever und seiner Frau Magaretha Paasen. Das Mädchen erhielt von seinem Vater, einem reichen Kaufmann, eine gute Aussteuer und so konnte Angelbeek seine Schulden in Ostfriesland zahlen.

### Batavia und Ceylon
Schon 1752 schiffte er sich mit seiner Familie nach Batavia ein. Dort arbeitete er als Advokat und machte bald ein ansehnliches Vermögen. Er lernte Portugiesisch und Malaisisch und konnte sich bald auch mit den Landesgesetzen beschäftigen. So stieg er in den Rängen des VOC auf. Er wurde Mitglied der Weeskammer (Pupillen-Kollegium) und dann Unterkaufmann. Anschließend wurde er als Sekretär der Polizei nach Chinchiera (Sinsure) in Bengalen versetzt. Als es auf Ceylon zu einem Krieg zwischen den Holländern und dem Königreich Kandy kam, schickte man ihn als Vermittler. Dort gelang es ihm einen Vertrag zu vermitteln. So wurde er 1769 zum Oberkaufmann und Gouverneur von Tutucoryn an der Küste Malabar ernannt. Als solcher hatte er seine Residenz in Cochin. Dort baute er die Verteidigung der Stadt aus und so wurde sie im Krieg nicht von den Engländern angegriffen. 1787 kam er als außerordentlicher Rat von Indien und Gouverneur und Direktor der Besitzungen nach Ceylon. Daher zog 1791 auch die Familie nach Colombo auf Ceylon. Als die Engländer die Stadt 1796 besetzen, übergab er sie kampflos an General Stuart. Er blieb als Privatmann in Colombo, wo er 1799 starb. Dort wurde in der Wolvendaal-Kirche begraben.

### Werke
- 1778, Gedachten over de voortplanting van het christendom in Ceilon
- Rolle der inlandse christenen met haare lĳfeigenen in de maand augustus 1777

## Familie
Er heiratete 1751 Jacobine von Levern (* 18. August 1732; † 13. Februar 1793). Das Paar hatte einen Sohn und drei Töchter. Er schickte die Familie 1762 nach Europa. Seine Kinder waren:
- Johann Christian (* 2. Juli 1757; † 15. November 1829) ⚭ Maria Aletta van de Graaff (* 14. April 1752; † 23. Oktober 1813) (Schwester von Willem Jacob)
- Christina Elisabeth (* 30. Januar 1756; † 18. Juni 1792)[2] ⚭ Willem Jacob van de Graaf (1737–1804)
- Apollonia Magdalena (1759–1800)[3]

⚭ Frederik Jacob Billing († 1787)
⚭ 1788 Cornells Dionysius Krayenhoff (* 2. August 1744; † 2. April 1792) aus Hoorn, Kommandeur von Galle
⚭ 1793 Joseph Emanuel von Blonay (* 1777; † 9. April 1804)